# Керъл (окръг, Тенеси)
Окръг Керъл (на английски: Carroll County) е окръг в щата Тенеси, Съединени американски щати. Площта му е 1554 km², а населението – 29 475 души (2000). Административен център е град Хънтингдън.